# Bernard Cattanéo
Pour les articles homonymes, voir Cattanéo.
Bernard Cattanéo, né le 8 avril 1954, est un journaliste, écrivain et historien français. Il est Directeur du groupe Courrier français (hebdomadaires régionaux) de 1987 à 2008,. Il le reprend en 2008 et fonde le groupe PMSO (hebdomadaires régionaux), qu'il préside de 2008 à 2017. Il en devient le Président du conseil de surveillance en 2017.  Il a également été Président de Saint-Paul-Les Classiques africains de 1992 à 2000 et Président de la Fédération française de la presse catholique (FFPC) de 2000 à 2007. 

## Biographie
- 1972-1981 : études supérieures à l’Université d'Aix-Marseille III, docteur en science politique[3] puis chargé de cours à l'Institut d'études politiques de Toulouse
- 1987- 2008: Directeur du groupe Courrier français, hebdomadaires régionaux
- de 1992 à 2000: Président de Saint-Paul-Les Classiques africains (éditions, imprimerie et livres scolaires)
- 2008 : fondateur de Presse et Médias du Sud-Ouest (PMSO), ex-groupe Courrier français, qu'il préside jusqu'en 2017
- depuis 2017: Président du conseil de surveillance de PMSO
- Président de l’Association de la presse catholique régionale puis de la Fédération française de la presse catholique (FFPC)[4] entre 1997 et 2007.

## Publications
- Jean Vautrin. Et le bon temps roulait, essai, Docteur Herman-Mister Vautrin 2025
- Collabo, roman, City 2023
- Le crime de l'abbé Ferrand, L'Harmattan, 2023
- El Marinero, roman, L'Harmattan 2023
- Codovengo, roman, L'Harmattan 2022
- Les Anges noirs de Berlin, roman, City 2022
- Mésentente cordiale. L'Angleterre vue par les Français au tournant du XXème siècle, L'Harmattan 2021
- Passage Moulin, roman, Revoir 2018.

- Frère Dominique. Va et prêche!, Téqui 2016.
- Angelino, le pape de la paix. Jean XXIII, Téqui 2015.
- La route de Sigmaringen. Histoire d’une trahison française, Jourdan 2013.  (ISBN 2874662526)
- Un Africain du Mali, entretiens avec Alpha Oumar Konaré, Cauris 2005.  (ISBN 978-2914605076)
- Bernard le Vénérable, Desclée de Brouwer 2003.  (ISBN 2220053202)
- Moi, Dominique, Desclée de Brouwer 2001.
- Prier avec François Mauriac, Saint-Paul 1999.
- Prier avec Frédéric Ozanam, Saint-Paul 1998.
- François Mauriac, aux sources de l’amour,  Jean-Curuchet 1998.
- Frédéric Ozanam le bienheureux, préface du Cardinal Eyt Cerf 1997.  (ISBN 2-204-05837-8)
- Lacordaire, son pays, ses amis et la liberté des ordres religieux en France, sous la direction de Guy Bedouelle. Actes du colloque tenu à l’Institut de France, Cerf 1991.  (ISBN 2-204-04259-5)
- Montalembert, un catholique en politique,  CLD 1990.  (ISBN 978-2-85443-214-5)

## Distinctions
- Chevalier de l'ordre national du Mérite
- Chevalier de l'ordre des Arts et des Lettres
- Chevalier du Saint-Sépulcre